# Köping (miasto)
Köping – miasto (tätort) w Szwecji, w regionie administracyjnym (län) Västmanland. Ośrodek administracyjny (centralort) gminy Köping. Do 1970 roku Köping miał administracyjny status miasta (prawa miejskie w 1474).
Położony w prowincji historycznej (landskap) Västmanland u ujścia rzeki Köpingsån do zachodniego Melaru (Galten) jest ważnym portem śródlądowym. Przez Köping przebiega trasa europejska E18 i linia kolejowa Mälarabanan (Sztokholm – Västerås – Hovsta (Örebro)).
W 2010 roku Köping liczył 17 743 mieszkańców.